# Râul Lespezi, Capra
Râul Lespezi este un curs de apă, afluent al râului Capra. 